# Tanypus gratus
Tanypus gratus är en tvåvingeart som först beskrevs av Johann Wilhelm Meigen 1838.  Tanypus gratus ingår i släktet Tanypus och familjen fjädermyggor.
Artens utbredningsområde är Belgien. Inga underarter finns listade i Catalogue of Life.